# Leichtathletik-Weltmeisterschaften 2009/Teilnehmer (Bahamas)
| Gelbes Symbol für Goldmedaillen mit stilisierten Olympischen Ringen | Graues Symbol für Silbermedaillen mit stilisierten Olympischen Ringen | Braundes Symbol für Bronzemedaillen mit stilisierten Olympischen Ringen |
| ------------------------------------------------------------------- | --------------------------------------------------------------------- | ----------------------------------------------------------------------- |
| —                                                                   | 1                                                                     | 1                                                                       |

Der Leichtathletik-Verband der Bahamas stellte 20 Athleten bei den Leichtathletik-Weltmeisterschaften 2009 in Berlin.

## Ergebnisse

### Männer

#### Laufdisziplinen
| Athlet                                                      | Disziplin    | Vorlauf    | Vorlauf | Viertelfinale      | Viertelfinale      | Halbfinale         | Halbfinale         | Finale             | Finale             |
| Athlet                                                      | Disziplin    | Zeit       | Platz   | Zeit               | Platz              | Zeit               | Platz              | Zeit               | Platz              |
| ----------------------------------------------------------- | ------------ | ---------- | ------- | ------------------ | ------------------ | ------------------ | ------------------ | ------------------ | ------------------ |
| Derrick Atkins                                              | 100 m        | 10,44 s    | 43      | nicht qualifiziert | nicht qualifiziert | nicht qualifiziert | nicht qualifiziert | nicht qualifiziert | nicht qualifiziert |
| Adrian Griffith                                             | 100 m        | 10,37 s    | 30      | 10,28 s            | 28                 | nicht qualifiziert | nicht qualifiziert | nicht qualifiziert | nicht qualifiziert |
| Nathaniel McKinney                                          | 200 m        | 21,26 s    | 42      | nicht qualifiziert | nicht qualifiziert | nicht qualifiziert | nicht qualifiziert | nicht qualifiziert | nicht qualifiziert |
| Chris Brown                                                 | 400 m        | 45,53 s    | 11      |                    |                    | 44,95 s            | 8                  | 45,47 s            | 5                  |
| Michael Mathieu                                             | 400 m        | DSQ        | DSQ     |                    |                    | –                  | –                  | –                  | –                  |
| Ramon Miller                                                | 400 m        | 45,00 s PB | 1       |                    |                    | 44,99 s PB         | 10                 | nicht qualifiziert | nicht qualifiziert |
| Shamar Sands                                                | 110 m Hürden | 13,57 s    | 15      |                    |                    | 13,47 s            | 15                 | nicht qualifiziert | nicht qualifiziert |
| Ramon Miller Avard Moncur LaToy Williams Nathaniel McKinney | 4 × 400 m    | DSQ        | DSQ     |                    |                    |                    |                    | –                  | –                  |

#### Sprung/Wurf
| Athlet        | Disziplin  | Qualifikation | Qualifikation | Finale             | Finale             |
| Athlet        | Disziplin  | Weite/Höhe    | Platz         | Weite/Höhe         | Platz              |
| ------------- | ---------- | ------------- | ------------- | ------------------ | ------------------ |
| Trevor Barry  | Hochsprung | 2,24 m        | 17            | nicht qualifiziert | nicht qualifiziert |
| Donald Thomas | Hochsprung | 2,27 m        | 15            | nicht qualifiziert | nicht qualifiziert |
| Leevan Sands  | Dreisprung | 17,20 m SB    | 4             | 17,32 m SB         | 4                  |

### Frauen

#### Laufdisziplinen
| Athletin                                                                     | Disziplin | Vorlauf    | Vorlauf | Viertelfinale | Viertelfinale | Halbfinale         | Halbfinale         | Finale             | Finale             |
| Athletin                                                                     | Disziplin | Zeit       | Platz   | Zeit          | Platz         | Zeit               | Platz              | Zeit               | Platz              |
| ---------------------------------------------------------------------------- | --------- | ---------- | ------- | ------------- | ------------- | ------------------ | ------------------ | ------------------ | ------------------ |
| Sheniqua Ferguson                                                            | 100 m     | 11,57 s    | 29      | 11,59 s       | 30            | nicht qualifiziert | nicht qualifiziert | nicht qualifiziert | nicht qualifiziert |
| Sheniqua Ferguson                                                            | 200 m     | 23,35 s SB | 24      |               |               | 23,40 s            | 21                 | nicht qualifiziert | nicht qualifiziert |
| Debbie Ferguson-McKenzie                                                     | 100 m     | 11,26 s    | 2       | 11,08 s       | 8             | 11,03 s            | 7                  | 11,05 s            | 6                  |
| Debbie Ferguson-McKenzie                                                     | 200 m     | 22,71 s    | 3       |               |               | 22,24 s            | 1                  | 22,41 s            | Bronze             |
| Chandra Sturrup                                                              | 100 m     | 11,28 s    | 3       | 11,06 s       | 6             | 11,01 s            | 5                  | 11,05 s            | 7                  |
| Christine Amertil                                                            | 400 m     | DSQ        | DSQ     |               |               | –                  | –                  | –                  | –                  |
| Sheniqua Ferguson Chandra Sturrup Christine Amertil Debbie Ferguson-McKenzie | 4 × 100 m | 42,66 s SB | 2       |               |               |                    |                    | 42,29 s SB         | Silber             |
| Sasha Rolle Shakeitha Henfield Rashan Brown Katrina Seymour                  | 4 × 400 m | DSQ        | DSQ     |               |               |                    |                    | –                  | –                  |